# Hoyales de Roa
Hoyales de Roa település Spanyolországban, Burgos tartományban. Hoyales de Roa Roa de Duero, Berlangas de Roa, Haza, Castrillo de la Vega és Fuentecén községekkel határos. Lakosainak száma 212 fő (2024).

## Népesség
A település népessége az utóbbi években az alábbiak szerint változott:
| Lakosok száma | 288  | 269  | 251  | 238  | 244  | 217  | 234  | 233  | 226  | 212  |
|               | 2001 | 2004 | 2006 | 2009 | 2011 | 2014 | 2016 | 2019 | 2021 | 2024 |